# Gathocles obliquicostatus
Gathocles obliquicostatus is een keversoort uit de familie somberkevers (Zopheridae). De wetenschappelijke naam van de soort werd in 1909 gepubliceerd door Thomas Broun.